# عاروت (الشحر)
'

تعديل مصدري - تعديل

عاروت هي إحدى قرى عزلة الشحر بمديرية الشحر التابعة لمحافظة حضرموت، بلغ تعداد سكانها 105 نسمة حسب تعداد اليمن لعام 2004.